# Apostolica sollicitudo
Apostolica sollicitudo (em latim: preocupação apostólica) é o título de uma carta apostólica na forma de um motu proprio do Papa Paulo VI, o que ele fez em 15 de Setembro de 1965. Com esta carta "sobre o estabelecimento do sínodo dos bispos para toda a Igreja", ele estabeleceu o sínodo dos bispos, que pode ser considerado a representação representativa do colégio dos bispos.

## Motivações
Este “motu proprio” foi publicado antes do decreto “ Christus Dominus ” (sobre a tarefa pastoral dos bispos) Este documento conciliar falava pela primeira vez do estabelecimento de um conselho que “deveria ser composto por bispos selecionados de todos os continentes e ser chamado de Sínodo dos Bispos. Nesta instituição os bispos devem prestar "uma assistência mais eficaz na forma determinada ou a ser determinada pelo Papa".
Paulo VI correspondia aos desejos dos Padres conciliares em “obediência antecipada” e acalentava o desejo de deixar viver o espírito positivo e colegial do Concílio Vaticano II. Pode-se também insinuar que o Papa queria evitar os Padres conciliares porque temia que os bispos - no governo da Igreja universal - pudessem exigir mais voz.

## Arranjos
Seguem-se regulamentos e ordens canónicas, com as quais se determinam a estrutura, as tarefas, as formas de reunião e os métodos de trabalho desta nova instituição. O Papa define os objetivos gerais, específicos e imediatos do Sínodo dos Bispos e nomeia um Secretariado Geral para uma cooperação contínua e eficiente.

## Nova Constituição
Em 1º de setembro de 2018, entrou em vigor a Constituição Apostólica Episcopalis communio do Papa Francisco. Regula as disposições para a preparação e acompanhamento das assembleias gerais.